# Kasper Schmeichel
Kasper Peter Schmeichel, född 5 november 1986 i Köpenhamn, är en dansk fotbollsmålvakt som spelar för Celtic. Han är son till Manchester Uniteds före detta stormålvakt Peter Schmeichel.

## Klubbkarriär

### Manchester City
Kasper Schmeichel kom till Manchester City som ungdomsproffs i september 2002 (hans far spelade då i samma klubb). I januari 2006 lånades han ut till League Two-klubben Darlington. Schmeichel gjorde sin A-lagsdebut den 14 januari 2006 i en 2–1-vinst över Peterborough United. I februari 2006 lånades han ut på nytt, denna gång till Bury. I augusti 2006 lånades han återigen ut till Bury på ett tre månaders låneavtal. I januari 2007 lånades Schmeichel ut till Scottish Premier League-klubben Falkirk över resten av säsongen 2006/2007. Den 18 mars 2007 räddade han en straff från Craig Beattie i en 1–0-vinst över Celtic.
Den 11 augusti 2007 debuterade Schmeichel för Manchester City i en 2–0-vinst över West Ham United. Den 19 augusti 2007 höll Schmeichel nollan i en 1–0-vinst i derbyt mot Manchester United. I september 2007 förlängde han sitt kontrakt i klubben med fyra år.
Den 25 oktober 2007 lånades Schmeichel ut till Championship-klubben Cardiff City på ett låneavtal över en månad. Han debuterade två dagar senare i en 1–1-match mot Scunthorpe United. I november 2007 blev Schmeichel utsedd till Årets U21-fotbollsspelare i Danmark. Den 22 november 2007 förlängdes utlåningen i Cardiff över resten av året. Den 13 mars 2008 lånades Schmeichel ut till Coventry City över resten av säsongen 2007/2008.

### Notts County
Schmeichel blev den 14 augusti 2009 värvad av sin tidigare tränare i City, Sven-Göran Eriksson, till storsatsande League Two-laget Notts County. Han debuterade den 22 augusti 2009 i en 3–0-vinst över Dagenham & Redbridge. Efter en lyckad period i oktober 2009 blev han utsedd till "Månadens spelare i League Two". Den 27 april 2010 säkrade Schmeichel och Notts County seriesegern i League Two och uppflyttning till League One efter en 5–0-vinst över Darlington.

### Leeds United
Den 27 maj 2010 värvades Schmeichel av Leeds United, där han skrev på ett tvåårskontrakt med start från den 1 juli 2010. Den 7 augusti 2010 debuterade Schmeichel i en 2–1-förlust mot Derby County.
Han blev lagets förstemålvakt och spelade 40 matcher under säsongen 2010-2011, men tiden i Leeds avslutades efter endast ett år.

### Leicester City
Den 27 juni 2011 kom Leicester City överens med Leeds om att värva Schmeichel, som skrev på ett treårskontrakt. Han återförenades där för andra gången under sin karriär med Sven-Göran Eriksson. Schmeichel var Leicester City's förstamålvakt under säsongen 2015/16 då Leicester vann Premier League för första gången. 

### Nice
Den 3 augusti 2022 värvades Schmeichel av Ligue 1-klubben Nice.

### Anderlecht
Den 5 september 2023 värvades Schmeichel av belgiska Anderlecht, där han skrev på ett ettårskontrakt.

### Celtic
Den 18 juli 2024 värvades Schmeichel av skotska Celtic, där han skrev på ett ettårskontrakt.

## Landslagskarriär
I augusti 2004 blev Schmeichel uttagen i Danmarks U19-landslag. Han gjorde sin debut den 2 september 2004 i en 0–0-match mot Nordirland. Fram till i mars 2005 spelade Schmeichel totalt åtta matcher för U19-landslaget. I oktober 2005 blev han uttagen i U20-landslaget. Schmeichel debuterade dock inte förrän ett år senare, nämligen den 5 oktober 2006 i en 3–1-förlust mot Norge. Det var även hans enda match i U20-landslaget.
Den 6 oktober 2006, dagen efter hans debut i U20-landslaget, blev Schmeichel uttagen i U21-landslaget som ersättare till skadade Theis F. Rasmussen. Den 23 mars 2007 debuterade Schmeichel i en 3–1-förlust mot Frankrike. Fram till i oktober 2008 spelade han totalt 17 matcher för U21-landslaget.
Den 13 maj 2011 blev Schmeichel för första gången uttagen i Danmarks A-landslag inför en EM-kvalmatch mot Island den 4 juni 2011. Han spelade dock inte något i matchen. Den 29 maj 2012 blev Schmeichel uttagen i Danmarks trupp till EM 2012 som ersättare till skadade Thomas Sørensen. Den 6 februari 2013 fick Schmeichel debutera i A-landslaget i en 3–0-förlust mot Makedonien.